# Dywizjon Artylerii Nadbrzeżnej
Dywizjon Artylerii Nadbrzeżnej – oddział artylerii nadbrzeżnej Wojska Polskiego w II Rzeczypospolitej stacjonujący w Rejonie Umocnionym Helu.

## Formowanie i zmiany organizacyjne
Z uwagi na przygotowania do obsadzenia zakupionej w 1933 roku w szwedzkiej firmie Bofors baterii artylerii średniej armat kal. 152,4 mm L55 Bofors. Planowano rozbudowę istniejącej wcześniej kompanii artylerii nadbrzeżnej, która skupiała istniejące dotychczas plutony artylerii nadbrzeżnej. Z uwagi na powyższe wiosną 1935 r. kompanię przekształcono w baterię kadrową do której włączono formowany na Oksywiu oddział artylerii nadbrzeżnej dla obsady przyszłej baterii artylerii średniej kal. 152,4. W dniu 25 czerwca 1935 roku zarządzeniem Ministra Spraw Wojskowych L.dz.2621/Tj.org. utworzono Dywizjon Artylerii Nadbrzeżnej (DAN). Struktura organizacyjna dywizjonu wyglądała:
- dowództwo dywizjonu (8 oficerów, 80 podoficerów i szeregowych oraz 2 pracowników cywilnych),
- bateria artylerii nr 1 (nowo formowana kal. 152,4 mm) (4 oficerów, 133 podoficerów i szeregowych),
- bateria artylerii nr 11 i 12 („duńska” i „grecka” kal. 105 mm) (1 oficer, 37 podoficerów i szeregowych),
- bateria artylerii nr 13 (Canet kal. 100 mm) (1 oficer, 43 podoficerów i szeregowych).

Organizację dywizjonu zamierzano zakończyć do 1937 roku. W 1936 roku zarządzeniem Szefa Kierownictwa Marynarki Wojennej zmieniono numerację baterii: nr 1 na XXXI (cyplowa), nr 11 na XXXII, nr 12 na nr XXXIII, a nr 13 na nr XI. Miejscem stacjonowania baterii XXXI-XXXIII był półwysep helski. Bateria nr XI (Canet) stacjonowała na Oksywiu i w roku 1938 została podporządkowana organizacyjnie 1 Morskiemu Dywizjonowi Artylerii Przeciwlotniczej w Gdyni. Zorganizowanym bateriom wybudowano stanowiska stałe (działobitnie, schrony amunicyjne, zapewniono dowóz amunicji i zamaskowano). Podjęto pozyskiwanie obiektów na koszary. 
W trakcie mobilizacji alarmowej w grupie zielonej dodatkowo dywizjon zmobilizował następujące pododdziały w Helu:
- dowództwo dywizjonu,
- bateria nr XXXI im. Heliodora Laskowskiego,
- bateria nr XXXII,
- bateria nr XXXIII,
- pluton km (nkm),
- lokalny pluton łączności,
- kompania wartownicza RU Hel,
- dowództwo RU Hel,
- oficer placu i bezpieczeństwa,
- Port Wojenny Hel,
- minownia,
- Punkt Obserwacyjny Hel,
- Radiocentrala Hel,
- Centrala Sygnałowa Hel

w Jastarni:
- Punkt Obserwacyjny Jastarnia

we Władysławowie
- Kapitan Portu Władysławowo,

dodatkowo zebrano w ramach mobilizacji w grupie żółtej - uzupełnienia jednostek mobilizowanych przez DAN.
Z uwagi na niedostatek artylerii nadbrzeżnej i potrzebę zapewnienia bezpośredniej ochrony podejść do portów w Jastarni, Władysławowie i w Helu, pod koniec 1938 roku podjęto organizację w DAN nowych baterii. Armaty do organizowanych baterii były w magazynach Floty i Flotylli Rzecznej w Gdyni, Modlinie i Pińsku. Formowanie i umiejscawianie ich przeprowadzono od początku 1939 roku do wybuchu wojny. Szef KMW wystąpił 16 maja 1939 r. do Szefa Sztabu Głównego WP o wpisanie utworzonych baterii do tabel mobilizacyjnych, lecz bezskutecznie. Sformowano baterie przeciwdesantowe na podstawach morskich wz. 1916 w przygotowanych stanowiskach:
- nr 38 (XXXVIII) w Helu w porcie rybackim (2-1 armaty kal. 75 mm wz. 1897),
- nr 39 (XXXIX) na głównej pozycji obrony lądowej Helu (10 armat kal. 37 mm Hotchkiss wz. 1885)
- nr 40 (XL) ostatecznie nosząca nr 43 (XLIII)[3] we Władysławowie (2 armaty kal. 75 mm wz. 1897),
- nr 41 (XLI) w Jastarni (2 armaty kal. 75 mm wz. 1897)[4],
- nr 42 na południowy wschód od Jastarni-Boru (2 armaty kal. 75 mm wz. 1897),
- półbateria/pluton oświetlający włączona/y do baterii nr XXXI na jej terenie (2 armaty kal. 75 mm wz. 1897).

Baterie te zostały zmobilizowane w dniu 23 sierpnia 1939 roku w mobilizacji alarmowej. 
Po wybuchu wojny celem dalszego wzmocnienia obrony przeciwdesantowej sformowano z personelu Floty i sprzętu artyleryjskiego pozyskanego głównie z rozbrojonych i zatopionych jednostek pływających Floty improwizowane baterie i plutony na podstawach morskich:
- bateria bez nr (2 armaty kal. 75 mm wz. 1897) z rozbrojonych 2 września OORP „Czapla” i „Żuraw” w Jastarni,
- pluton włączony 2 września do baterii XI (2 armaty kal. 47 mm wz. 1885) na Oksywiu,
- bateria nr 44 (2 armaty kal. 75 mm wz. 1897) z ORP „Generał Haller” koło punktu obserwacyjnego Hel,
- bateria bez nr (2 armaty kal. 75 mm wz. 1897) z ORP „Komendant Piłsudski” pomiędzy portem wojennym a portem rybackim w Helu.
- bateria nr 34 (3 armaty kal. 120 mm wz. 36 Bofors 1x1 i 1x2 i 2 nkm kal. 13,2 mm) z ORP „Gryf” budowana od 10-12 września, po przetransportowaniu i zainstalowaniu dział oczekiwano na wyschnięcie betonu, uruchomiono baterię (próbne strzelania) 30 września,
- pluton artylerii (3 armaty kal. 47 mm wz. 1885) ustawione 4-5 września na falochronie Portu Wojennego w Gdyni[5][6].
- wzmocnienie obrony plot. baterii nr XXXI: 1x2 armata kal. 40 mm plot. Bofors wz. 36, 3 nkm  2x13,2 mm wz.30 z ORP Gryf

## Obsada personalna dywizjonu
Obsada personalna dywizjonu w marcu 1939
- dowódca – kmdr ppor. Kukiełka Stanisław
- zastępca dowódcy [kwatermistrz] – kpt. adm. (piech.) Hatała Roman Franciszek
- lekarz – kpt. mar. lek. Wierzbowski Zbigniew Paweł
- oficer mobilizacyjny – kpt. adm. (piech.) Lasiota Józef Alojzy
- oficer administracyjno-materiałowy – ppor. mar. Syczyło Rudolf Stefan
- oficer gospodarczy – por. int. Kowalewski Stanisław Kostka Edmund
- oficer żywnościowy – ppor. mar. Karpiński Henryk Józef
- dowódca XXXI baterii artylerii – kpt. mar. Przybyszewski Zbigniew
  - dowódca plutonu – ppor. mar. Bielina-Bielinowicz Wacław
  - dowódca plutonu – ppor. mar. Mamak Władysław
- dowódca XXXII baterii artylerii – por. mar. Pappelbaum Edmund
  - dowódca plutonu – ppor. mar. Siemaszko Bartosz Wojciech
- dowódca XXXIII baterii artylerii – vacat
- dowódca plutonu – ppor. mar. Deżakowski Zbigniew Grzegorz
- dowódca XI baterii artylerii - kpt. art. Antoni Ratajczyk

Obsada personalna dywizjonu i baterii po mobilizacji w sierpniu oraz we wrześniu i październiku 1939
- dowódca dywizjonu - kmdr ppor. Stanisław Kukiełka[9]
- zastępca dowódcy dywizjonu  - kpt. mar. Tadeusz Rutkowski (od 2 IX 1939)[9]
- bateria artylerii nr 31 XXXI  dowódca - kpt. mar. Zbigniew Przybyszewski[10], kpt. Bohdan Mańkowski (p.o. 25-28 IX 1939)[11]
  - zastępca dowódcy - ppor. mar. Bolesław Chrostowski[10]
  - dowódca I plutonu - ppor. mar. Zbigniew Deżakowski[10]
  - dowódca II plutonu - ppor. mar. Lucjan Jakubowski[10]
  - oficer baterii - ppor. rez. Chudziński[10]
- bateria artylerii nr 32 XXXII dowódca - ppor. mar. Jerzy Broniewicz (26 VIII-6 IX 1939), por. mar. Kazimierz Wnorowski (od 6 IX 1939)[12]
- bateria artylerii nr 33 XXXIII dowódca - por. mar. Adam Rychel[13][14], por. mar. Witold Wyrostek[12]
- bateria artylerii nr 11  XI (przydzielona pod względem organizacyjnym do 1 MDAPlot., pod względem fachowym do DAN) dowódca - kpt. art. Antoni Ratajczyk[15]
  - zastępca dowódcy - chor. mar. Stanisław Brychcy[15]
- bateria artylerii nr 38 XXXVIII dowódca - NN
- bateria artylerii nr 39 XXXIX (małokalibrowa) dowódca - NN
- bateria artylerii nr 40 XL występująca jako bateria artylerii nr 43 XLIII[3] dowódca - por. mar. Witold Prowans[3]
  - zastępca dowódcy - ppor. rez. mar. Henryk Borakowski[3]
- bateria artylerii nr 41 XLI dowódca - por. rez. art. Antoni Bogusławski[3]
  - zastępca dowódcy - ppor. art. Jerzy Dreszer (do 10 IX 1939)[16]
- bateria artylerii nr 42 dowódca - kpt. rez. art. Stanisław Walewski[17]

baterie improwizowane utworzone we wrześniu 1939 r. z armat i personelu z zatopionych i rozbrojonych okrętów:
- Improwizowana bateria artylerii OORP Czapla i Żuraw dowódca - NN
- bateria artylerii nr 44 dowódca - por. mar. Zdzisław Kowalski[18]
- Improwizowana bateria artylerii ORP Komendant Piłsudski  dowódca - ppor. mar. Michał Anaszkiewicz[18]
- bateria artylerii nr 34 dowódca - ppor. rez. mar. Bolesław Kucharski[19].